# Rétais
Le rétais est une variété de poitevin principalement parlée sur l'île de Ré.

## Situation sociolinguistique
D'après le guide touristique du Petit Futé de 2024, « le patois rétais est une fierté locale pour tous les habitants qui le parlent encore ».

## Étude linguistique
À partir de 2005, le rétais fait l’objet d’un travail de collecte par le Collectif de recueil du patrimoine oral rétais (Corepor), qui interroge des habitants de l’île pour recueillir des témoignages sur la vie d’autrefois. Ce travail conduit à la création du Comité pour le recueil de l’inventaire des chansons rétaises introuvables (Cricri), chargé de préserver et transmettre chansons et poèmes en patois ou en français. Ces documents révèlent des traits linguistiques, sociaux et culturels propres à l’île de Ré,,.
En 2012, Jean Renaud a publié Le Patois rétais, un ouvrage comprenant un glossaire, visant à préserver et transmettre le parler de l’île de Ré. Né en 1947 aux Portes-en-Ré, il a grandi dans un environnement où le « patois » était encore largement utilisé, notamment par ses grands-parents. Son témoignage évoque la perte progressive de la variété au profit du français dans la génération de ses parents. Professeur émérite de langues et ancien directeur du département d’études nordiques à l’université de Caen, il revient à ses origines pour constituer ce travail. L’ouvrage recense des spécificités phonétiques, comme la lettre « t » parasite, et des expressions locales issues de son vécu familial.

## Microvariétés
La plupart des variétés de l'île se rapprochent des variétés vendéennes, tandis que celle de Sainte-Marie-de-Ré des variétés aunisiennes. Michel Fruchart note que « rien que dans l'île de Ré, d'un village à l'autre, la prononciation diffère, le vocabulaire n'est pas tout à fait le même », en introduction de sa description du portingalais. Il note, en outre, des « différences importantes entre patois portingalais et maritais », ce dernier ayant été l'objet de publications par Pierre Tardy et de l'ouvrage T'o qu'o l'eye ?,.

## Représentations culturelles
La transmission de la variété rétaise a bénéficié d’initiatives portées par le Collectif de recueil du patrimoine oral rétais (Corepor). Depuis 2007, des veillées des conteurs sont organisées pour faire revivre chants et récits en patois. En 2022, l’une de ces manifestations a été accueillie par l’Association d’information arsaise (AIA) dans le cadre des « Causeries rétaises » avec pour thème « Qu'est-o qu'te m'chantes ? ». Ces événements participent à la valorisation des traditions orales locales et à la sensibilisation du public à un patrimoine linguistique en voie de disparition,.
En outre, étant donné que le personnage Tintin de Hergé a séjourné à La Rochelle, au port de La Pallice, dans Les Sept Boules de cristal, des planches sont traduites en rétais. Elles sont exposées fin juillet 2012 dans un stand du festival Bulles de Ré. Ce projet réussit à voir le jour sous l'impulsion de trois membres de l'association Les Bachibouzouks.

### Publications spécifiques
- [Renaud 2012] Jean Renaud et Patrick Bressot, Le Patois rétais, Paris, CPE, coll. « Mémoire du patrimoine oral rétais », 2012, 160 p. (ISBN 978-2-84503-940-7).
- [Augeron, Boucard et Even 2016] « Le “parler” rétais », dans Mickaël Augeron, Jacques Boucard, Pascal Even, Histoire de l'île de Ré, des origines à nos jours, Saintes, Le Croît vif, 2016, 765 p. (ISBN 9782361995065).

### Publications thématiques
- [Bonnaudet 1994] Bonnaudet (dir.), T'o qu'o l'eye ? : o l'é un lexique do patois rétais, 1994, 94 p.
- [Bonnaudet s.d.] Lucien Bonnaudet, T'o q'te fé ? t'o q'te dis ? vocabulaire propre aux travaux, occupations et loisirs des rétais et conjugaison des principaux verbes, s.l.n.d., 72 p.
- [Fruchard 2005] Michel Fruchard (dir.), chap. V « Les mots des Portes, la porte des mots », dans Michel Fruchard, Les Portes et le ressac du temps : autoportrait d'un village rétais, Le Coudray-Macouard, Cheminements, coll. « Une mémoire », 2005, 227 p. (ISBN 978-2844783523, lire en ligne), p. 231-272.